# Sangría
Sangria je alkoholno piće, t.j. aromatizirano vino porijeklom iz Španjolske.
Njena se uporaba bilježi u prvom desetljeću 19. stoljeća.
Radi se od crnog, a i od bijelog vina te se u tom slučaju zove Sangria blanca (hrv. bijela sangria).
Za pripremu dobre sangrie je bitno da se okusi, pogotovo voćni, "oslobode" za što je potrebno da "odleži" neko vrijeme netaknuta, ako to prilike dopuštaju. Imati dobro vino također je od neprocijenjive važnosti za dobivanje ukusne sangrie.